# 篠原さゆり
篠原 さゆり（しのはら さゆり、1973年10月23日 - ）は、日本のAV女優。ピースプロモーション所属。

## 略歴
1991年頃にダイヤモンド映像専属女優としてAVデビュー。
一度引退したのち1996年に『裏出血大制服 5』で復活。
その後再び引退するが2006年に『Age34 篠原さゆり 人妻 現役ピアノ講師』で再度復活。

## 作品

### アダルトビデオ（FAプロ作品以外）
- 幼妻さゆり（ダイヤモンド映像）
- 隣の妹さゆりちゃん（ダイヤモンド映像）
- 新説潮騒（ダイヤモンド映像）
- お嬢さんいんらん日記かけてね（1991年10月9日、コンフィデンシャル）
- いたいけBaby Face（1991年12月10日）
- 裏出血大制服 5（1996年12月14日、アトラス）
- ホールどアップ 2（1997年4月25日、アトラス）
- ミニスカ美脚レイプ（1998年3月27日）
- 淫縛ナイトメア（1998年5月11日、シネマジック）
- Best Hit AV（2002年5月24日、マックス・エー）他多数出演
- 自慰[THE ONANIE]4時間100人（2003年7月15日、ホットエンターテイメント）
- 裏出血大制服 ノーカット Vol.2（2003年7月31日、D-JACK）
- レズDeluxeII（2004年4月9日、ファイブスター）
- 麒麟堂 レジェンドアイドル10カラット02（2005年10月1日、麒麟堂）他多数出演
- Age34 篠原さゆり 人妻 現役ピアノ講師（2006年12月7日、WOMAN）
- 手コキクリニック 8 （2007年1月5日、SODクリエイト）共演:姫野愛、名波ゆら、二宮ありさ、中島あいり、蛯原みなみ
- 背徳義母相姦 汚された僕の義母さん（2007年1月25日、マドンナ）
- 人妻パンスト（2007年2月25日、小林興業）
- オトナの隠れ湯 超高級性治療温泉旅館（2007年4月5日、WOMAN）共演:小池絵美子、市橋さやか、北原麗子
- ボーイッシュ・ガール（2007年5月25日、ながえスタイル）他出演:桜沢まひる、ののか
- ドリームステージ上半期売上げBEST[注 1]（2007年7月20日、ドリームステージ）他9名出演
- いっちゃう燃えちゃう女たち（2007年7月25日、ながえスタイル）他出演:緒川みずき、赤坂なつみ、水澤アイサ
- 平成美女21人（2007年8月1日、チャンネル・ヴィ）
- 鍵穴 長襦袢欲情覗き（2007年8月3日、インターフィルム）共演:葉月蛍、相沢知美
- 哀母近親相姦 姦淫の館（2007年8月7日、マドンナ）
- 美熟女羞恥凌辱総集編4時間（2007年8月7日、マドンナ）他多数出演
- 哀母近親相姦総集編四時間（2008年2月25日、マドンナ）他多数出演
- 月刊熟女秘宝館 熱く火照った猥褻女体の淫乱な素顔（2008年8月15日、ネクスト）他6名出演
- The レイプ！実話集 Vol.05（2009年6月19日、凌友会）
- ドリームステージベスト貧乳熟女ランキング10（2009年6月25日、ドリームステージ）他9名出演
- 人間国宝！最高齢AV男優 松木梅吉全集『年老いてもなお盛ん!』（2011年10月25日、サイドビー）他出演:大塚ひな、若槻朱音、川村沙織、紫月、長谷川エレナ、松浦ユキ、姫川りな、桜沢まひる

### アダルトビデオ（FAプロ作品）
※すべてレンタル開始日不明
- 院内性乱脈 白衣の下の淫らな肉体　…他出演:川奈まり子、赤坂美月
- ネコとタチ 女と女の性の地獄　…共演:川奈まり子、林由美香、徳川静香
- 夫以外の男とSEX ゴムを使わないナマナマしい情事　…他出演:川奈まり子
- いい女のエロチックな肉体レイプ　…他出演:浅倉麗
- レイプ 哀れなる者、汝の名は女なり …共演:藤森みゆき、浅倉リナ、浅倉麗、桜井あきら 他
- 情事の色は真っ赤な華　…他出演:川奈まり子、宮崎ゆみか

### オリジナルビデオ
- ムーンライト ヌルヌル痴漢電車 凌辱途中下車（2004年8月4日、ナイト ラン）
- 横浜たそがれ物語 エロタン（2007年3月23日、ティーエムシー）共演:初音みのり、ギュウゾウ、穂積れいか
- 貴婦人 蕾の目覚め（2007年8月24日、ケイエスエス）共演:@YOU

### ピンク映画
- 淫臭名器の色女（国沢実監督、オーピー映画配給、2001年3月16日。DVD：徳間ジャパンコミュニケーションズ）
- 鍵穴 長襦袢欲情覗き（深町章監督、新東宝映画配給。2006年8月3日。DVD：竹書房）共演:葉月蛍、相沢知美
- 女医○秘診察室 （浜野佐知監督、エクセスフィルム提供、主演:くらもとまい。共演：高橋裕香、河野綾子）
- エッチな天使 ねっちゃり白衣（関根和美監督、オーピー映画配給、2000年。主演：林由美香）